# Uru: Ages Beyond Myst
Uru: Ages Beyond Myst – komputerowa gra przygodowa stworzona przez Cyan Worlds i wydana przez Ubisoft w 2003 roku. Tytuł należy do serii Myst, jednak nie jest powiązany fabularnie z innymi częściami. W odróżnieniu od poprzednich gier sagi, Uru ma miejsce w czasach współczesnych i pozwala graczowi stworzyć swojego własnego awatara. Gracze używają awatarów do eksploracji zaginionego miasta starożytnej cywilizacji D'ni oraz stworzonych przez nich niezwykłych światów, zwanych Wiekami, aby rozwiązywać zagadki i odkryć historię tej cywilizacji.
Cyan Worlds rozpoczęło prace nad Uru krótko po wydaniu Riven: The Sequel to Myst w 1997, pozostawiając produkcję przyszłych sequeli Mysta innym studiom. Uru wymagało pięciu lat pracy i 12 milionów dolarów do ukończenia. Początkowo miała to być gra wieloosobowa; tryb dla jednego gracza został wydany, ale prace nad trybem dla wielu graczy, nazwanym Uru Live, opóźniały się, aż zostały całkowicie anulowane. Serwis internetowy GameTap wydał tryb dla wielu graczy Uru jako Myst Online: Uru Live w lutym 2007, ale następnego roku został on ponownie anulowany ze względu na brak zainteresowania. GameTap oddał z powrotem prawa do Uru Live studiu Cyan Worlds, które ogłosiło zamiar wskrzeszenia gry.
Uru nie został tak dobrze przyjęty jak poprzednie części serii Myst. Recenzenci chwalili oprawę graficzną i nowe funkcje gry, ale krytykowali brak gry wieloosobowej w wydaniu pudełkowym oraz niewygodne sterowanie. Uru sprzedało się słabo, podczas gdy pierwsze trzy części serii Myst zostały zakupione w liczbie kilku milionów sztuk każda. Gra była komercjalnym rozczarowaniem Cyan Worlds i przyczyną kłopotów finansowych firmy; niemniej jednak zyskała zagorzałych fanów.

## Dodatki
Do gry zostały wydane dwa oficjalne dodatki:
- To D'ni – pierwszy, darmowy dodatek, którego akcja dzieje się w opuszczonym mieście cywilizacji D'ni.
- The Path of the Shell – drugi, tym razem płatny dodatek, w którym gracze przemierzają nowe Wieki i odkrywają nowe historie.